# Alfred Gilman (padre)
Para su hijo, farmacólogo y Premio Nobel de Medicina, véase Alfred G. Gilman.
Alfred Gilman (5 de febrero de 1908-13 de enero de 1984) fue un farmacólogo estadounidense egresado de la Facultad de Medicina de la Universidad de Yale, del Colegio de Médicos y Cirujanos de Columbia y de la Facultad de Medicina Albert Einstein. En 1941 publicó, junto con su colega Louis S. Goodman, el libro de texto Las bases farmacológicas de la terapéutica. Perteneció a la Academia Nacional de Ciencias de Estados Unidos.
Su padre tenía una tienda de música en Bridgeport, Connecticut, y él podía tocar casi cualquier instrumento y lo hacía con frecuencia en fiestas de su vecindario. A diferencia de su padre, sin embargo, Alfred Gilman se dedicó a la ciencia, y obtuvo su doctorado en química fisiológica en Yale en 1931 por sus "Investigaciones químicas y fisiológicas acerca de la secreción gástrica canina". Entró a trabajar luego en el Departamento de Farmacología de la Facultad de Medicina de la Universidad de Yale, donde conoció y se hizo colaborador y amigo del doctor Louis S. Goodman. Su hijo, Alfred G. Gilman, también se especializó en farmacología, incluso ganó el Premio Nobel de Medicina.
El libro de texto Goodman & Gilman: Las bases farmacológicas de la terapéutica ha sido utilizado en todo el mundo, desde que salió a la luz.